# Eastring
Eastring – перспективний газопровід, що має з`єднати декілька країн карпатсько-балканського регіону: Словаччину, Угорщину, Румунію, Болгарію. Станом на 2016 рік між більшістю з них введено в дію інтерконектори, за виключенням зв`язку газових мереж Словаччини та Угорщини. Проте ціль Eastring більш значна, аніж просто інтерконектор: він повинен забезпечити можливість транспортування значних обсягів газу між потужним центральноєвропейським газотранспортним коридором через Словаччину-Чехію та Туреччиною.
Після спорудження Росією маршруту поставок до Європи в обхід України («Північний потік») завантаження багатониткового газотранспортного коридору Словаччина-Чехія значно впало, що надає можливість його часткового розвернення у реверсному напряму. Внаслідок цього країни балканського регіону можуть отримати повноцінний доступ до розвиненого європейського ринку газу. В той же час, невдовзі очікують на надходження до Туреччини «великого» азербайджанського газу, а в перспективі також ресурсу з Ірану та Іраку. Тому Eastring планується як бі-дирекціональний.
Траса газопроводу повинна починатись від станції Вельке Капушани (біля словацько-українського кордону), звідки вона має пройти 19 км територією Словаччини та 88 км по Угорщині, після чого вступить до Румунії. Як резервний варіант можливе використання наявної української інфраструктури – ділянки трубопроводу «Союз» та спорудженого у 90-х роках інтерконектору Хуст-Сату-Маре. У Румунії є два варіанти розвитку системи. За першим 725 км газопровід має досягти Ісакчі біля українсько-румунського кордону, де під`єднається до вже існуючої магістральної системи, якою нині подається газ у напряму Туреччини. За другим траса пройде західніше і після спорудження 651 км на території Румунії та 257 км у Болгарії досягне своєї мети.
Потужність трубопроводу планується у 20 млрд.м3 на початковому етапі та 40 млрд.м3 на рік у випадку подальшого успішного розвитку проєкту.  Розраховують на діаметр труби 1400 мм та робочий тиск 9,4 МПа.
Станом на 2016 рік газопровід знаходився на передпроєктній стадії. Перспективи його реалізації залежатимуть від розвитку інших проєктів, таких як подача великих обсягів ресурсу на територію Туреччини або можливий розвиток поставок через ЗПГ термінали до балканських країн.